# قائمة أسماء الحيوانات وإناثها وصغارها
الشائع في المملكة الحيوانية اسم الحيوان المذكر، ولكن اسم الأنثى وصغيرها قد يغيب عن كثيرين. وفي بعض فئات الحشرات، قد يحمل الذكر اسماً آخراً مختلفاً عما تعرفه، فذكر العنكبوت مثلاً هو العنكب. وفي حشرات أخرى، يعرف اسم الأنثى أكثر من اسم الذكر، كالنحلة مثلاً. توضِّح هذه القائمة جميع هذه المسميات:

## ا
| الحيوان                                      | الذكر     | الأنثى                                                                    | الصغير                                       | المأوى                          | ملاحظات        |
| -------------------------------------------- | --------- | ------------------------------------------------------------------------- | -------------------------------------------- | ------------------------------- | -------------- |
| أرْنَب الدَرْمَاء الدَرِمَة الدَرَّامَة                  | خزز، حَوْشَب | عِكْرِشَة، عدنه، أَرْنَب، الجَحْمَرِش: الأرنب الضخمة أو الأرنب المُرْضِع                | خِرْنِق، دِرْص                                    | مَكَا، مَكْء، مَكْو (جمع: مكء، أمكاء) |                |
| أسَد، أَسْد، أَزْد، لَيْث، لَبُؤ، عِفِرّ، عَفَرْنَى، مَزْبَرانِيّ | أسَد       | لَبْوَة، لَبُؤَة، لَبْأَة، لُبَأَة، لَبَاة، لَبَاءَة، أَسَدَة، أم العباس، أم كلثوم، أم الحارث | جِرْو، جِرْوَة (للأنثى) شِبْل، حَفْص (إذا أدرك الصيد) | عَرِين، عِرِّيس، عِرِّيسَة               | القاموس المحيط |
| أفعى                                         | أُفْعُوَان    | أَفْعَى                                                                      |                                              |                                 |                |
| إوز                                          | ذَوَّاق      |                                                                           |                                              |                                 |                |

## ب
| الحيوان | الذكر     | الأنثى      | الصغير                           | المأوى | ملاحظات |
| ------- | --------- | ----------- | -------------------------------- | ------ | ------- |
| بَبْر،    | بَبْر، هَدَبَّس | فَزَارَة       | فِزْر، خِنصيص، خَيْثَمَة، فِزْرَة (للأنثى) | .      |         |
| البغل   | بغل       | بغلة وسفواء |                                  | .      |         |
| البط    | العلجوم   | بطة، زَبَاطة  | خرنق                             | عش     |         |

## ت
| الحيوان | الذكر | الأنثى | الصغير | المأوى | ملاحظات |
| ------- | ----- | ------ | ------ | ------ | ------- |
| تمساح   | .     | زَبَعْرَى  | .      | .      | .       |
| تابير   | .     | .      | .      | .      | .       |
| تم      | .     | .      | تُمَيم   | .      | .       |

## ث
| الحيوان | الذكر        | الأنثى                                      | الصغير                   | المأوى               | ملاحظات |
| ------- | ------------ | ------------------------------------------- | ------------------------ | -------------------- | ------- |
| ثعلب    | ثَعْلَب، ثُعْلُبَان | ثَعْلَب، ثَعْلَبَة، ثُعَالَة، ثُعَل، عِكْرِشَة، ثرغل، خُنْثَعَة | هِجْرِس، كُتَع (الجمع: كِتْعَان) | جُحْر، مَكْء، وَجَار، وِجَار | المنجد  |
| ثور     | ثور          | بقرة                                        | دَبَبْ، عِجْل، عِجْلَة (للأنثى)  | حَظِيرَة                | المنجد  |

## ج
| الحيوان | الذكر | الأنثى                    | الصغير                               | المأوى | ملاحظات    |
| ------- | ----- | ------------------------- | ------------------------------------ | ------ | ---------- |
| جمل     | جمل   | ناقة، خِلْفًة إذا كانت حامِلًا | حُوَار (قبل الفطام)، فَصِيل (بعد الفطام) | بكرة   | لسان العرب |
| جرذ     | .     | .                         | دِرْص                                  | .      | .          |

## ح
| الحيوان | الذكر                      | الأنثى      | الصغير                         | المأوى | ملاحظات         |
| ------- | -------------------------- | ----------- | ------------------------------ | ------ | --------------- |
| حمار    | حِمَار                       | أَتَان، حِمَارَة | جحش، دُبْل، دَوْبَل                 | .      | المنجد          |
| الحمام  | حمامة                      | حمامة       | فرخ                            | .      | المنجد في اللغة |
| حجل     | .                          | سِرِكَّة        | سُلَح أو سُلَف وسُلَفة للأنثى أو سلك | .      | .               |
| حبارى   | (حُبَاجَر وحبارج وحبجر وحبرح) | .           | .                              | .      | .               |
| حية     | ثُعبان                      | .           | جَارِن، عُثْمان                    | عِرْزَال  | .               |

## خ
| الحيوان   | الذكر         | الأنثى | الصغير            | المأوى | ملاحظات                                     |
| --------- | ------------- | ------ | ----------------- | ------ | ------------------------------------------- |
| خنزير     | خِنْزِير، خَنْزُوَان | خِنزِيرَة | خِنَّوْص، خِنِّوَصَة، دوبل | -      | النَاخِر: الخِنزير الضَّارِي - المنجد، لسان العرب |
| خنزير بري | رَتّ            | رَثّ     |                   |        |                                             |
| خفاش      | خفاش          | .      | .                 | -      | لسان العرب                                  |

## د
| الحيوان | الذكر               | الأنثى           | الصغير                       | المأوى | ملاحظات                                                                                |
| ------- | ------------------- | ---------------- | ---------------------------- | ------ | -------------------------------------------------------------------------------------- |
| الدب    | دب                  | دبة، جهبر، جهيزة | دَيْسَم دَخْس: فتي من الدببة      | .      | كنيته: أبو جهينة، أبو الحلاج، أبوسلمة أبو حميد، أبو قتادة، أبو اللماس. بِرْطِيل: خطم الدب |
| دجاجة   | ديك، عُتْرُفَان، عُتْرُسَان | دجاجة، أم الوليد | صوص، كتكوت، فَرُّوج (الفتي منه) | خُمّ، قِن | .                                                                                      |
| دُرَّاج    | حَيْقُط، حَيْقُطان        |                  |                              |        |                                                                                        |

## ذ
| الحيوان | الذكر           | الأنثى     | الصغير | المأوى     | ملاحظات                    |
| ------- | --------------- | ---------- | --- | ---------- | -------------------------- |
| ذئب     | ذِئْب، ذِيْب، سِلْقَان | ذِئْبَة، سِلْقَة | جِرْو، جِرْوَة (للأنثى)، دَغْفل، قِصْعِل، جُرْمُوز (الذَّكَرُ من أولادِ الذِّئْب)، ذُعْبَان (الفتي من الذئاب)، ودَيْسَم (ولد الثعلب أو الذئب من الكلبة) | وَجَار، وِجَار | المنجد كتاب الحيوان للجاحظ |
| .       | .               | .          | . | .          | .                          |

## ر
| الحيوان | الذكر | الأنثى | الصغير | المأوى | ملاحظات |
| ------- | ----- | ------ | ------ | ------ | ------- |
| الراكون |       | .      | .      | .      | .       |
| الريم   | غزال  | الريم  | .      | .      | .       |

## ز
| الحيوان | الذكر   | الأنثى  | الصغير | المأوى | ملاحظات |
| ------- | ------- | ------- | ------ | ------ | ------- |
| زرافة   | العنقاء | الزرافة | الخيلف | .      | .       |
| زنان    | صرصور   | .       | .      | .      | .       |

## س
| الحيوان | الذكر | الأنثى | الصغير | المأوى | ملاحظات |
| ------- | ----- | ------ | ------ | ------ | ------- |
| سلحفاة  | غيلم  | سلحفاة | .      | .      | .       |
| سنجاب   | .     | .      | .      | .      | .       |
| سمك     |       |        |        |        |         |

## ش
| الحيوان | الذكر | الأنثى | الصغير | المأوى | ملاحظات |
| ------- | ----- | ------ | ------ | ------ | ------- |
| .       | .     | .      | .      | .      | .       |

## ص
| الحيوان | الذكر | الأنثى | الصغير | المأوى | ملاحظات |
| ------- | ----- | ------ | ------ | ------ | ------- |
| صقر     | .     | شيهانة | هيثم   | .      | .       |
| صل      | .     | .      | .      | .      | .       |

## ض
| الحيوان  | الذكر | الأنثى     | الصغير                                     | المأوى                           | ملاحظات                                   |
| -------- | ----- | ---------- | ------------------------------------------ | -------------------------------- | ----------------------------------------- |
| ضأن      | كبش   | نعجة، هاجة | حَمَل، خروف، (رَخْل، رِخْل رِخْلَة) للأنثى          | مَربِض                             | قطيعه الغنم الهاجة: النعجة لا تشتهي الفحل |
| ضَّبُع، ضَّبْع | ضِبْعَان | ضَبُع        | فُرْعُل، فُرْعُلَان (للذكر)، فُرْعُلَة (للأنثى)، هِنْبِر | وَجَار، وِجَار                       |                                           |
| ضب       | ضب    | مكون       | حلس أو حليس ثم مطبخ ثم خُضَرِم ثم غيداق       | الصدوع الصخرية أو الجحور الرملية | .                                         |
| ضفدع     | ضفدع  | هَاجَةُ       | شَرْغُ، شُرغُوف                                 |                                  |                                           |

## ط
| الحيوان | الذكر | الأنثى | الصغير | المأوى | ملاحظات |
| ------- | ----- | ------ | ------ | ------ | ------- |
| الطاووس | طاووس | .      | .      | .      | .       |
| .       | .     | .      | .      | .      | .       |

## ظ
| الحيوان | الذكر | الأنثى                            | الصغير                             | المأوى                      | ملاحظات |
| ------- | ----- | --------------------------------- | ---------------------------------- | --------------------------- | --- |
| ظبي     | ظَبْي   | ظَبْيَة، جِدَايَة، العنود، قائدة القطيع | طَلَى، خِشْف، خُشْف، خَشْف، رشا، غفر، غزال | كِنَاس، مَكْنِس، خِلم (كناس عظيم) | ومن اسمائه غزال تشمل الذكر منه والانثى وهو ينقسم إلى ثلاثة أنواع رئيسة وهي الأدمي وجمعها أدامى _ ظبي الجبال _ والعفري والريم وهذين النوعين يتكاثرن في المناطق الرملية والسهول |
| .       | .     | .                                 | .                                  | .                           | . |

## ع
| الحيوان  | الذكر                                                      | الأنثى                                 | الصغير                                  | المأوى  | ملاحظات                               |
| -------- | ---------------------------------------------------------- | -------------------------------------- | --------------------------------------- | ------- | ------------------------------------- |
| العُقَاب   | عُقَاب                                                       | لَقْوَة، لِقْوَة                             | تُلَج، تُلْد، هَيْثَم                          | .       | .                                     |
| العنكبوت | عَنْكَب، خَزَرنَق (للصغير القد)، خَذْنَق (للكبير القد)، عُكَّاش، عُكَّاشَة | عَنْكَبَة، عَكَنْبَاة، عَنْكَباة، وعَنْكَبُوه وعَنْكَباء | دَغْفَل                                    | شُعّ، هَلَل | .                                     |
| عقرب     | عُقْرُبان، عُقْرُبّان                                             | عَقْرَبة، عَقْرَباء                          | قُصْعُل، قِصْعِل، فُصْعُل، شَّباة (حين تَلِدُها أَمُّها) | السُّك    | من أسماء العقرب: الشَّوْشَبُ والفِرْضِخُ وتَمْرَة |

## غ
| الحيوان | الذكر | الأنثى | الصغير                                                                                         | المأوى | ملاحظات |
| ------- | ----- | ------ | ---------------------------------------------------------------------------------------------- | ------ | ------- |
| غزال    | غزال  | الظَّبْيَة | خُشَيشُ أو خَشَش، خُشْفُ (أول ما يولد)، رَشَأ (إِذا قويَ وتحرك ومشى مع أُمِّه)، شَادِن (إذا قوي واستغنى عن أمِّه) | .      | .       |
| الغراب  | غراب  |        | .                                                                                              | .      | .       |

## ف
| الحيوان | الذكر     | الأنثى                    | الصغير                            | المأوى | ملاحظات |
| ------- | --------- | ------------------------- | --------------------------------- | ------ | ------- |
| الفأر   | فأر       | فِرْنِب، قَرْنَب                | دِرْص                               | جُحْر    | .       |
| فرس     | حصان      | حِجر                       | مهر، مهرة (للأنثى)، فلو (إذا فطم) | .      | .       |
| فهد     | فهد       | كَشْماء                     | عَوْبَرُ                              |        |         |
| الفيل   | فيل، عَيْهَم | فِيلَة، عَقَرْطَلُ، طِّلْخام، عَيْثُوم | دَغْفَل مَفْيولاء: أولاد الفِيل         | .      | .       |

## ق
| الحيوان               | الذكر                       | الأنثى                      | الصغير                         | المأوى | ملاحظات |
| --------------------- | --------------------------- | --------------------------- | ------------------------------ | ------ | --- |
| القُنْفُذ الدَرِمَة الدَرَّامَة | ذَفِيف                        | صِمَّة (الجمع: صَمَم)، قُنْفُعةُ     | دِرْص                            | .      | لسان العرب |
| القط                  | قط، بُسَين، بزُّون، هارون، هَرُّون | قطة، بُسَينة، بزُّونة           | هرير أو هريرة، قُطيط، دِرْص، شِبْرِق | .      | المحيط، المخصص ومن أسمائه: السنور، الهِر، الخَيدَع، الخَيْطَل، السُّنَّار، السُّنَار، الضَّيْوَن، الهَرس، الدَّم، الدِّمَة، المُخَدَِش، المُخادِش، الشُّنَارى |
| القرد                 | قِرْد، حَوْدَل، رُبَّاح، إِلْق        | قِرْدَة، مَنَّة، مَيَّة، إِلْقَة، زَنَّاءَة | هَوْذَل، قِشَّةُ (ولدها الأنثى)       | .      | |
| القواع                | خُزَز                         | دَرَّأمة                       | خِرْنِق                           | .      | . |

## ك
| الحيوان | الذكر | الأنثى | الصغير | المأوى     | ملاحظات |
| ------- | ----- | ------ | --- | ---------- | ------- |
| الكلب   | كلب   | كلبة   | جِرْو، جِرْوَة (للأنثى)، عُسْبُور، عُسْبُورَة (الأخيران يعنيان ولد الكلب من الذئبة)، دَيْسَم (ولد الثعلب أو الذئب من الكلبة) | وَجَار، وِجَار | .       |
| الكسلان | .     | .      | . | .          | .       |

## ل
| الحيوان | الذكر | الأنثى | الصغير | المأوى | ملاحظات |
| ------- | ----- | ------ | ------ | ------ | ------- |
| لامة    | .     | .      | .      | .      | .       |
| .       | .     | .      | .      | .      | .       |

## م
| الحيوان           | الذكر     | الأنثى     | الصغير                                      | المأوى | ملاحظات                                                     |
| ----------------- | --------- | ---------- | ------------------------------------------- | ------ | ----------------------------------------------------------- |
| الماعز            | تَيْس       | عَنْز        | جَدْي (للذكر)، عَنَاق (للأنثى)                  | .      | .                                                           |
| المهاة، بقر الوحش | ثور الوحش | بقرة الوحش | يَعْفُور، جُؤْذُر، يَرْع، إرْخ (الاسم الأخير للأنثى) | .      | من أسمائها: المارِيَّة، البَهْثَة، الهَيْطَلَة، الماريّ، الأَرْخ، الناشط |
| .                 | .         | .          | .                                           | .      | .                                                           |

## ن
| الحيوان | الذكر       | الأنثى                                          | الصغير      | المأوى | ملاحظات |
| ------- | ----------- | ----------------------------------------------- | ----------- | ------ | ------- |
| النمر   | نمر         | خنيمة، خيثمة، كثعم، عسبرة، فَزَارة، نَمِرَة، أم فارس | هِرْمَاسُ       | .      |         |
| النحل   | يمخور، رِعْل  | نحلة                                            | .           | .      | .       |
| النسر   | نسر         | أم قشعم                                         | هيثم        | .      | .       |
| النعام  | نعامة، ظليم | نعامة، ربداء، هاجة                              | رأل، خَيْزَبَان | .      | .       |
| النمل   | نمل         | قسعاء، أم مازن                                  | ذر          | قَرِيَّة   | .       |

## ه
| الحيوان | الذكر | الأنثى | الصغير | المأوى | ملاحظات |
| ------- | ----- | ------ | ------ | ------ | ------- |
| الهدهد  | .     | .      | .      | .      | .       |
| .       | .     | .      | .      | .      | .       |

## و
| الحيوان    | الذكر | الأنثى           | الصغير                              | المأوى | ملاحظات |
| ---------- | ----- | ---------------- | ----------------------------------- | ------ | ------- |
| الوبر      | وَبْر   | وَبْرَة             | خَمَش (ولد الوبر الذكر، والجمع خُمْشَان) | .      | المنجد  |
| الوطواط    | وطواط | .                | .                                   | .      | .       |
| وحيد القرن | .     | .                | .                                   | .      | .       |
| الوشق      | وشق   | .                | .                                   | .      | .       |
| الوعل      | وعل   | أروى، أرويّة، عَنْز | غُفْر                                 | .      |         |

## ي
| الحيوان | الذكر | الأنثى | الصغير | المأوى | ملاحظات |
| ------- | ----- | ------ | ------ | ------ | ------- |
| يربوع   | خُزَز   | .      | دِرْص    | .      | .       |
| يمامة   | .     | .      | .      | .      | .       |